# Operação Crossbow

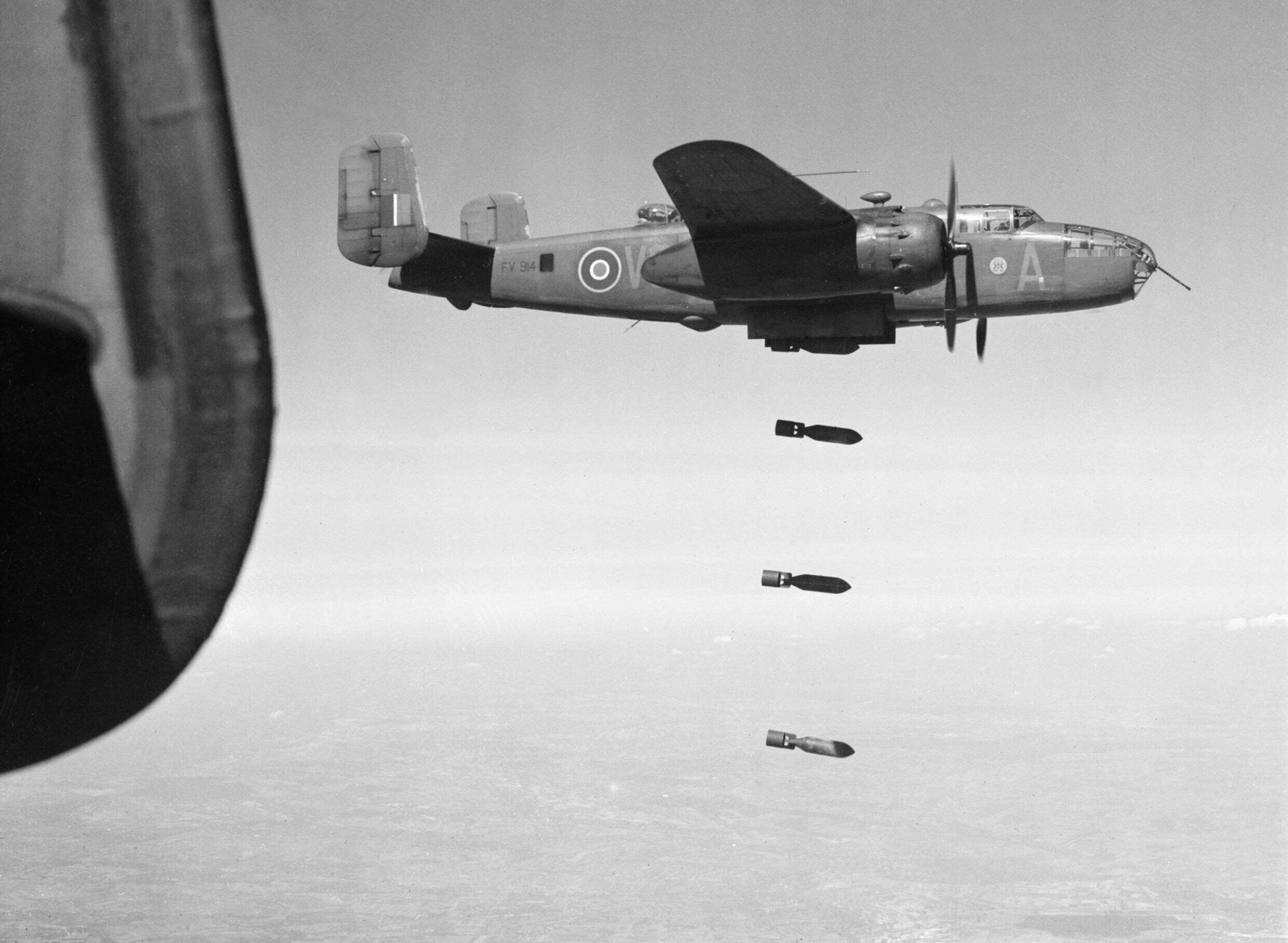
Um bombardeiro Norte americano B-25 Mitchell a serviço da Força Aérea Real, durante a Operação Crossbow.

Operação Crossbow, foi o codinome de uma campanha de bombardeios Anglo-Americana da Segunda Guerra Mundial contra todas as fases do programa Alemão de armas de longo alcance.
Ela incluiu operações contra a pesquisa e desenvolvimento de armas, a sua fabricação, seus testes, transporte e locais de lançamento, e também contra mísseis em voo.
O codinome original da campanha era Bodyline, mas foi substituído por Crossbow em 15 de Novembro de 1943. Depois da Guerra, as operações Crossbow ficaram conhecidas simplesmente como: Operação Crossbow desde 1962, particularmente depois do filme de mesmo nome Operation Crossbow de 1965.